# Cogenerazione fotovoltaica
In energetica il termine cogenerazione fotovoltaica viene utilizzato per indicare quei sistemi che riescono ad utilizzare una quota dell'energia solare non sfruttata nei processi fotovoltaici.
È noto infatti che le celle fotovoltaiche convertono attualmente in elettricità solo una piccola frazione della radiazione solare (tra il 6% e il 15%) mentre il resto si disperde in calore o viene nuovamente re-irradiato nello spazio. Si tratta quindi di energia termica o luminosa che può essere opportunamente recuperata.

## Descrizione
Si possono distinguere quattro tipologie di sistemi:
- Daylighting: celle trasparenti, che sono parte integrante del tetto o della facciata dell'edificio, permettono l'illuminazione diurna degli ambienti (viene recuperata radiazione luminosa).
- Fotovoltaico ventilato: sistemi molto semplici in cui il lato posteriore del modulo fotovoltaico viene interessato da un flusso d'aria che assorbe calore dal modulo (raffreddandolo e migliorandone anche l'efficienza), calore che viene poi  utilizzato per il riscaldamento di edifici.
- Moduli ibridi PVT (PhotoVoltaic/Thermal): sistemi in cui i moduli fotovoltaici sono strettamente accoppiati con l'assorbitore di calore. Generalmente  di tipo piano e raffreddati a liquido.
- Sistemi CPVT (Concentrating PhotoVoltaic-Thermal): sistemi  simili ai PVT da cui differiscono  per la temperatura d'esercizio più alta. Realizzati con  inseguitore sui due assi e celle fotovoltaiche ad alto rendimento (tripla giunzione) che possono funzionare ad alte temperature.

La realizzazione più interessante sono i moduli ibridi fotovoltaici-termici (PV/T) che presentano diversi vantaggi.
Come è noto la temperatura ha un effetto negativo sul rendimento dei moduli PV (il rendimento decresce quanto più alta è la temperatura di lavoro dei moduli fotovoltaici - coefficiente di temperatura negativo dello 0,4%/C circa) e quindi
rimuovere il calore dai moduli PV porta contemporaneamente tre vantaggi:
- un aumento della produzione elettrica;
- recupero energia termica;
- riduzione degli stress termici quindi maggiore durata nel tempo delle celle.

Tuttavia questi vantaggi sono bilanciati dal fatto che la temperatura di funzionamento è più bassa se confrontata con un pannello solare termico in quanto parte dell'energia solare è captata dalle celle fotovoltaiche, limitando fortemente le applicazioni.